# Ilyophis
Ilyophis is een geslacht van straalvinnige vissen uit de familie van kuilalen (Synaphobranchidae). Het geslacht is voor het eerst wetenschappelijk beschreven in 1891 door Gilbert.

## Soorten
- Ilyophis arx C. H. Robins, 1976
- Ilyophis blachei Saldanha & Merrett, 1982
- Ilyophis brunneus C. H. Gilbert, 1891
- Ilyophis maclainei Tighe, Smith & Merrett, 2024
- Ilyophis nigeli Shcherbachev & Sulak, 1997
- Ilyophis robinsae Sulak & Shcherbachev, 1997
- Ilyophis saldanhai Karmovskaya & Parin, 1999
- Ilyophis singularis Tashiro & Chen, 2022